# Perryville (Maryland)
Perryville és una població dels Estats Units a l'estat de Maryland. Segons el cens del 2000 tenia 3.672 habitants.

## Demografia
Segons el cens del 2000, Perryville tenia 3.672 habitants, 1.443 habitatges, i 988 famílies. La densitat de població era de 571,7 habitants per km².
Dels 1.443 habitatges en un 35,1% hi vivien nens de menys de 18 anys, en un 51,6% hi vivien parelles casades, en un 11,9% dones solteres, i en un 31,5% no eren unitats familiars. En el 27,3% dels habitatges hi vivien persones soles el 10,8% de les quals corresponia a persones de 65 anys o més que vivien soles. El nombre mitjà de persones vivint en cada habitatge era de 2,52 i el nombre mitjà de persones que vivien en cada família era de 3,05.
Per edats la població es repartia de la següent manera: un 27,2% tenia menys de 18 anys, un 6,4% entre 18 i 24, un 32,5% entre 25 i 44, un 22,9% de 45 a 60 i un 11% 65 anys o més.
L'edat mediana era de 36 anys. Per cada 100 dones de 18 o més anys hi havia 93 homes.
La renda mediana per habitatge era de 43.984 $ i la renda mediana per família de 52.981 $. Els homes tenien una renda mediana de 39.112 $ mentre que les dones 28.526 $. La renda per capita de la població era de 20.040 $. Entorn del 6% de les famílies i el 7,8% de la població estaven per davall del llindar de pobresa.

## Poblacions més properes
El següent diagrama mostra les poblacions més properes.